# توم مينتينغ
توم مينتينغ (بالهولندية: Tom Menting)‏ هو لاعب كرة قدم هولندي في مركز الوسط، ولد في 29 نوفمبر 1994 في فاخينينجن في هولندا. لعب مع دي غرافشاب.

## وصلات خارجية
- توم مينتينغ على موقع قاعدة بيانات كرة القدم.إي يو (الإنجليزية)
- توم مينتينغ على موقع Soccerway.com (الإنجليزية)